# Simoting Corona
La Simoting Corona è una struttura geologica della superficie di Venere.